# Kabinett İnönü IV
Das Kabinett İnönü IV war die fünfte Regierung der Türkei, die vom 1. November 1927 bis zum 27. September 1930 von İsmet İnönü geführt wurde.
Bei der Parlamentswahl zur türkischen Nationalversammlung am 20. Juli 1927 war nur Mustafa Kemal Atatürks Partei Cumhuriyet Halk Fırkası (ab 1935 Cumhuriyet Halk Partisi) zugelassen und gewann so alle 335 Sitze. Am 1. November 1927 wurde Atatürk von der türkischen Nationalversammlung zum dritten Mal zum Staatspräsidenten gewählt. İsmet İnönü trat in der Folge pro forma zurück und bildete ein neues Kabinett.
Im August 1930 beschloss Staatspräsident Atatürk die Einführung eines Mehrparteiensystems und bat seinen Freund und ehemaligen Ministerpräsidenten Fethi Okyar, eine „loyale“ Oppositionspartei zu gründen. Okyar gründete die Serbest Cumhuriyet Fırkası (SCF). Aufgrund der wirtschaftlichen Verhältnisse infolge der Weltwirtschaftskrise und von Vorwürfen der Vetternwirtschaft verlor die Regierungspartei CHF in den folgenden Monaten an Zustimmung. Ministerpräsident İnönü sah sich gezwungen, seine Regierung umzubilden.

## Regierung
| Titel                                                                         | Name                                          | Partei | Amtszeit                                                                                            |
| ----------------------------------------------------------------------------- | --------------------------------------------- | ------ | --------------------------------------------------------------------------------------------------- |
| Ministerpräsident                                                             | İsmet İnönü                                   | CHF    | |
| Justizminister                                                                | Mahmut Esat Bozkurt                           | CHF    | |
| Minister für Verteidigung und Marine                                          | Mustafa Abdülhalik Renda                      | CHF    | |
| Innenminister                                                                 | Şükrü Kaya                                    | CHF    | |
| Außenminister                                                                 | Tevfik Rüştü Aras                             | CHF    | |
| Finanzminister                                                                | Şükrü Saracoğlu                               | CHF    | |
| Minister für Bildung                                                          | Mustafa Necati Uğural Vasıf Çınar Hüsnü Taray | CHF    | 1. November 1927 – 1. Januar 1929 2. März 1929 – 13. April 1929 13. April 1929 – 22. September 1930 |
| Minister für öffentliche Arbeiten                                             | Behiç Erkin Recep Peker                       | CHF    | 1. November 1927 – 15. Oktober 1928 15. Oktober 1928 – 27. September 1930                           |
| Minister für Gesundheit und soziale Sicherheit                                | Refik Saydam                                  | CHF    | |
| Wirtschaftsminister                                                           | Rahmi Köken Şakir Kesebir                     | CHF    | 21. Januar 1928 – 29. Mai 1929 29. Mai 1929 – 27. September 1930                                    |
| Minister für Handel Minister für Landwirtschaft und dörfliche Angelegenheiten | Rahmi Köken                                   | CHF    | 1. November 1927 – 21. Januar 1928                                                                  |